# Peter Fønss
Peter Severin Fønss (født 4. marts 1764 på Løvenholm, død 31. juli 1824 i Feldballe) var en dansk godsejer og amtmand, bror til Frederik Jørgen Fønss.

## Godsejeren
Han var søn af kancelliråd Hans Pedersen Fønss (1712-1791) til Løvenholm og Else Sørensdatter Thrane (1727-1773) og arvede i 1783 Løvenholm, som han ejede til 1811, da han var nødsaget til at sælge gården, og købte i 1789 Bodum Bisgaard, som han ejede til 1804. Fønss optrådte som "herregårdsslagter", idet han dels alene, dels i fællesskab med andre købte en lang række nørrejyske herregårde til udstykning. Men han tjente næppe store penge på disse handler, og hans indsats for landbruget på sin hjemegn var dybtfølt, hvilket viser sig i hans virke for at ophjælpe landbruget og at yde uegennyttig hjælp til bønderne.
Han blev 29. januar 1801 optaget i adelstanden, 1804 kammerherre og 28. juni 1809 Ridder af Dannebrog.

## Embedsmanden
Han blev 1783 exam. jur., 1784 virkelig justitsråd, 1787 vicelandsdommer i Nørrejylland, 1798 generalkrigskommissær og 1800 direktør for Estvadgaards Kloster. I 1801 blev han oberst og kommandør for de første 5 bataljoner af det østjyske landeværnsregiment og var fra 1802 til 1805 chef for samme. Han blev samme år og var indtil 1806 medlem af direktionen for Nørrejyllands Arsenal, og i denne periode medvirkede han til anlæggelsen af tøjhushaven Marielund i Randers. Fønss ydede en utrættelig indsats for at forbedre den jyske kystmilits og at forberede den på eventuelle fjendtlige angreb. Fra 1797 til 1811 var han ejer af Viborg Bogtrykkeri (se A.F. Just).
Fra 1. oktober 1805 var Fønss amtmand over Randers Amt, og han gjorde en stor indsats istandsættelsen af veje og broer, for jordemødres oplæring og ansættelse, for afskaffelsen af smugkroer og i det hele taget for unge menneskers uddannelse og andre velgørende formål. Men de offentlige midler slog ikke til, og Fønss brugte egne midler på disse formål. Derfor måtte han i 1811 sælge sin herregård Løvenholm. I sin iver efter at hjælpe begyndte han også at udlåne offentlige midler uden tilstrækkelig sikkerhedsstillelse. Derfor blev Fønss den 29. oktober 1818 suspenderet og 1. februar 1820 afskediget som amtmand; dog (ifølge en højesteretsdom) i nåde og med en årlig pension af 1.000 rigsdaler. Pensionen måtte dog ikke hæves, førend de pekuniære krav, der påhvilede ham fra hans embedstid, var godtgjort. Den venlige afskedigelse var begrundet i, at "ingen uædle eller uredelige Bevæggrunde, men Svaghed, en ikke beregnet Godgørenhed og Hjælpsomhed i Forbindelse med de Forandringer i de pekuniære Forhold, som de senere Tider havde ført med sig" var skyld i hans handlemåde.
Han ægtede 6. august 1788 i Hvidbjerg (vielsen også indført i Randers) Nicoline Anne Marie Ring til Todbøl (født 30. oktober 1770 på Lyngholm, død 10. november 1858 på Nøruplund), datter af major Jørgen Martinus Ring til Lyngholm (ca. 1727-1790) og Anna Margrethe Sommer (1735-1784). Ægteskabet blev opløst ved separation 1810 og ophævet ved kgl. bevilling 1821.
Fønss er begravet på Feldballe Kirkegård.
Der findes en miniature af Fønss og en afbildning på glasmaleri med familie (begge på Det Nationalhistoriske Museum på Frederiksborg Slot). Desuden findes et portrætmaleri af Jens Juel, kopi efter dette af Adolf Heinrich-Hansen.